# Фолбрук (Калифорнија)
Фолбрук (енгл. Fallbrook) насељено је место без административног статуса у америчкој савезној држави Калифорнија.

## Демографија
По попису из 2010. године број становника је 30.534, што је 1.434 (4,9%) становника више него 2000. године.
| Група             | 2000.          | 2010.          |
| Белци             | 16.687 (57,3%) | 15.006 (49,1%) |
| Афроамериканци    | 415 (1,4%)     | 489 (1,6%)     |
| Азијати           | 447 (1,5%)     | 592 (1,9%)     |
| Хиспаноамериканци | 10.853 (37,3%) | 13.800 (45,2%) |
| Укупно            | 29.100         | 30.534         |